# Klahr
Klahr, artistnamn för Per Erik Johannes Klahr, född 12 december 1997, är en svensk låtskrivare och musikproducent. Han arbetar ofta i par med Liohn.
Klahr och Liohn har bland annat varit musikproducenter till Drake. På Drakes album Honestly, nevermind (2022) har de även skrivit låttexterna till tre låtar varav två hamnade på topp 20 på Billboard Hot 100. De har även skrivit låtar till bland andra Lady Gaga och Swedish House Mafia.
År 2022 tilldelades duon Musikförläggarnas pris som Årets kompositörer. Priset delas ut med syfte att uppmärksamma de svenskar inom branschen som utvecklat musikskapandet. Vid Grammisgalan 2023 vann de pris som Årets producenter och var även nominerade i kategorin Årets kompositörer.